# جون فيشر (لاعب هوكي الجليد)
جون فيشر هو لاعب هوكي الجليد كندي، ولد في 21 ديسمبر 1947 في آير في المملكة المتحدة.

## وصلات خارجية
- جون فيشر على موقع HockeyDB.com (الإنجليزية)
- جون فيشر على موقع Hockey-Reference.com (الإنجليزية)